# Paulliniamyia ampla
Paulliniamyia ampla är en tvåvingeart som beskrevs av Maia 2001. Paulliniamyia ampla ingår i släktet Paulliniamyia och familjen gallmyggor. Inga underarter finns listade i Catalogue of Life.